# Fohrenbühl

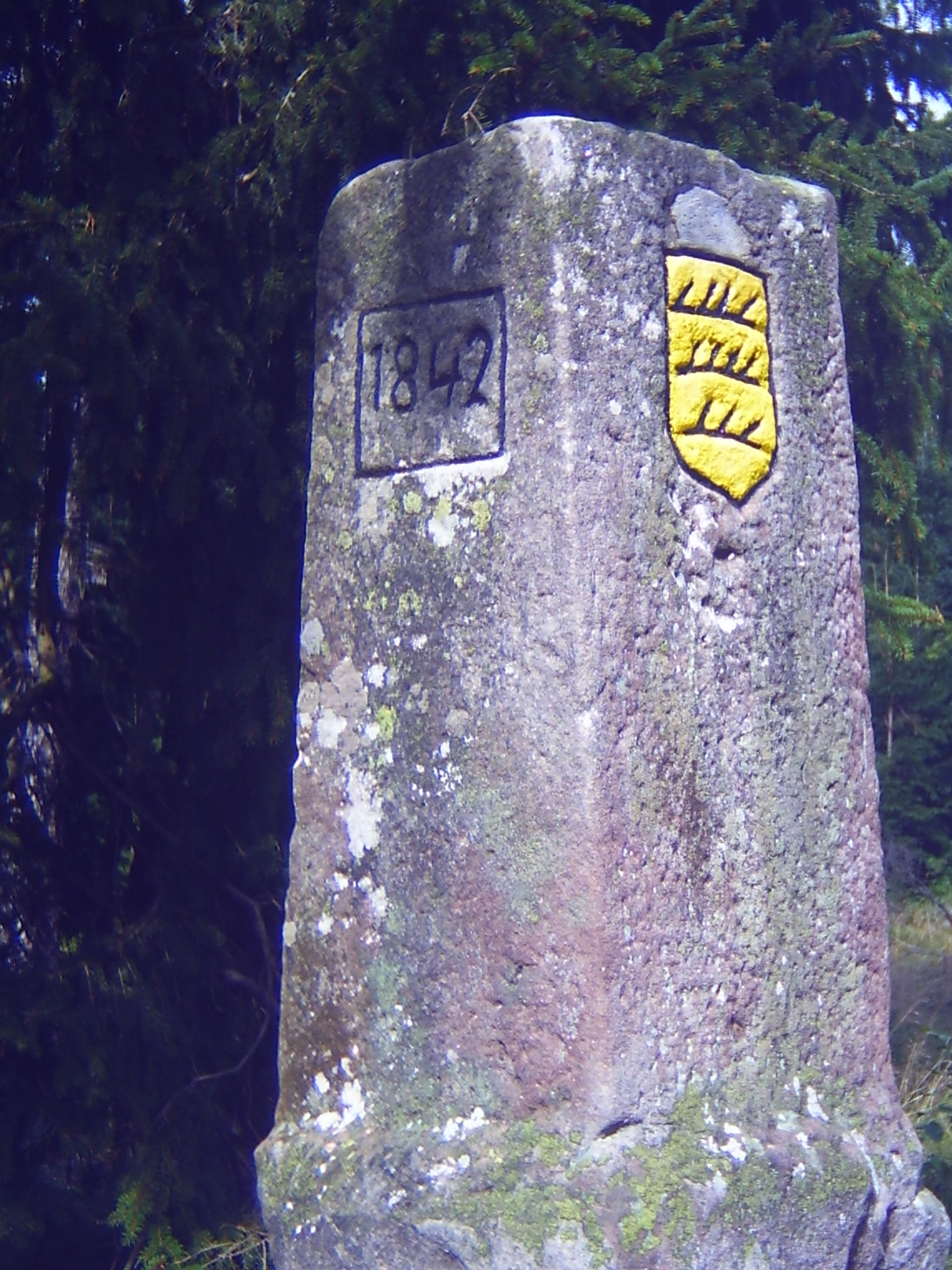
Grenzstein, vue du würtemberg

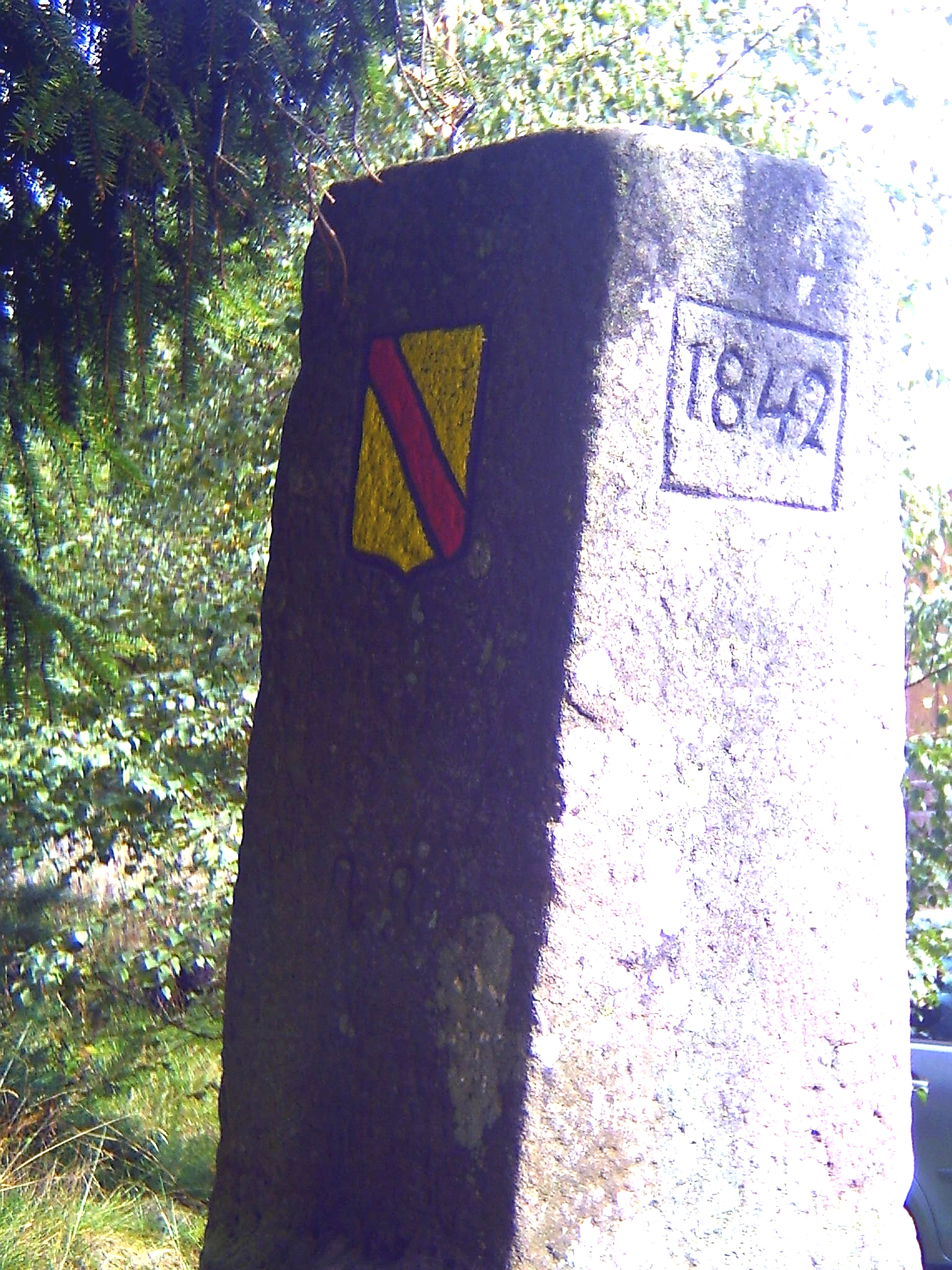
Grenzstein, vue du bade

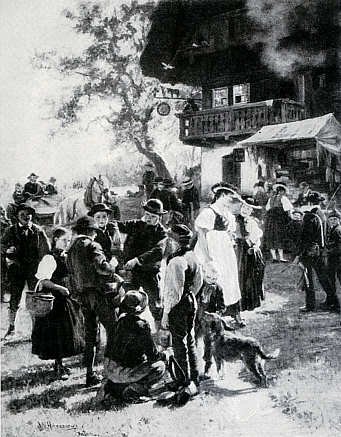
Wilhelm Hasemann: le Schellenmarkt (1885)

Le Fohrenbühl est un toponyme de la géographie allemande qui désigne un paysage, un col (786 m) et un hameau en Forêt-Noire en Allemagne non loin de la ville de Schramberg.
Le Fohrenbühl formait à partir de 1805 et jusqu’en 1918 la frontière entre le grand-duché de Bade et le royaume de Wurtemberg. Au Fohrenbühl on retrouve encore les vestiges de l’ancienne frontière, les fameux Grenzsteine (pierres frontières).
Administrativement, le Fohrenbühl est encore traversé par une frontière : la frontière entre Lauterbach et Hornberg.
Le Fohrenbühl est connu par les tableaux de paysage du Schwarzwaldmaler Wilhelm Kimmich.

## liens externes
- Textes sur le Fohrenbühl dans le Blog Paysages